# Bronisław Kamiński (minister)

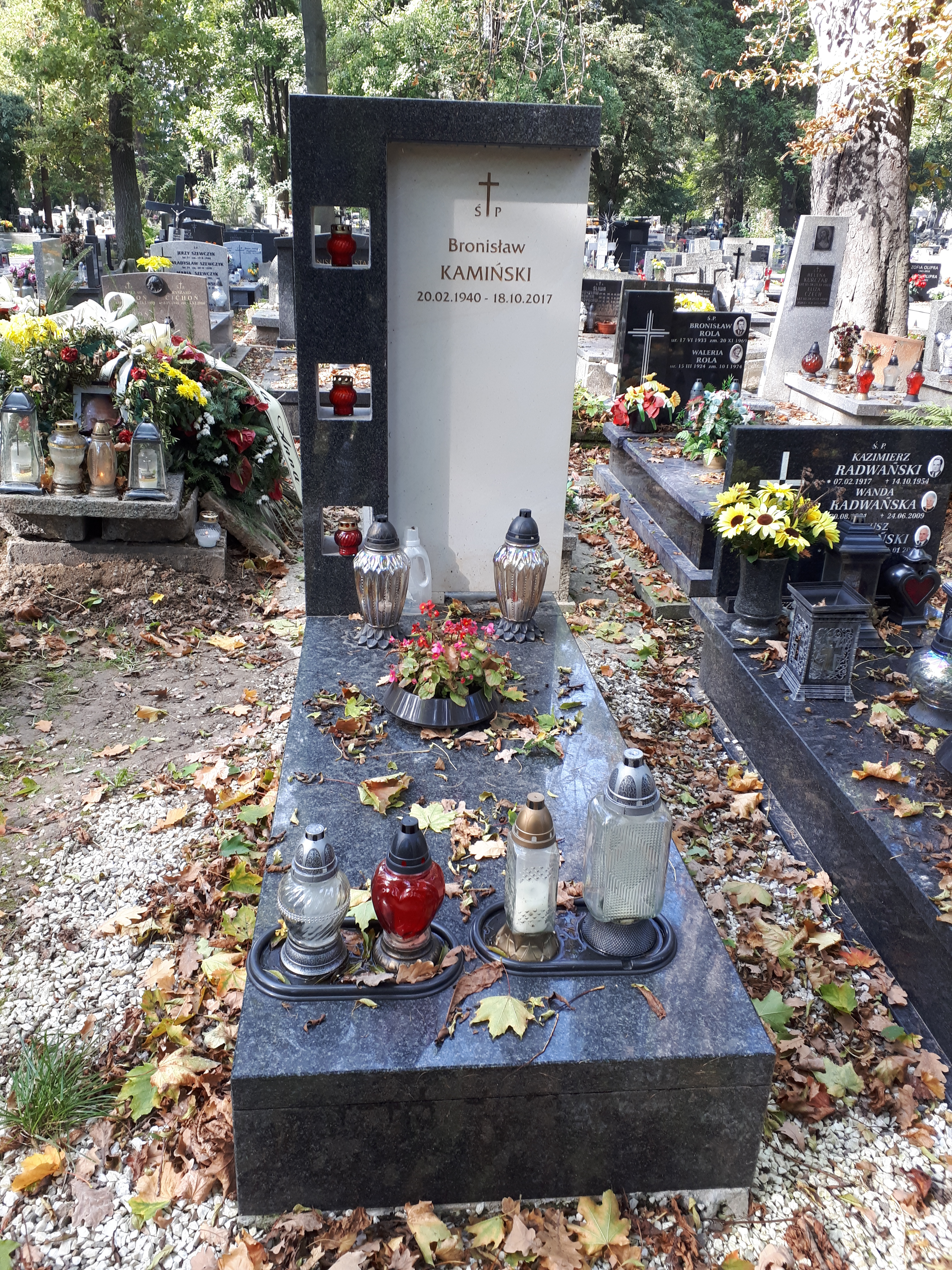
Grób Bronisława Kamińskiego na cmentarzu Rakowickim w Krakowie

Bronisław Kamiński (ur. 20 lutego 1940 w Potoku Górnym, zm. 18 października 2017 w Krakowie) – polski inżynier melioracji wodnych, doktor nauk technicznych, specjalista w zakresie ochrony przyrody i polityk. W 1989 minister ochrony środowiska i zasobów naturalnych, a w latach 1990–1991 minister ochrony środowiska, zasobów naturalnych i leśnictwa.

## Życiorys
Syn Józefa i Heleny. Odbył studia i staż w instytucie melioracji wodnej w Moskwie, w którym również uzyskał doktorat. W 1963 został asystentem w Wyższej Szkole Rolniczej w Krakowie. W tym okresie został członkiem Zjednoczonego Stronnictwa Ludowego, następnie należał do Polskiego Stronnictwa Ludowego „Odrodzenie” i Polskiego Stronnictwa Ludowego. W strukturach ZSL był zastępcą przewodniczącego komisji leśnictwa i ochrony środowiska, a od marca 1988 zastępcą członka komitetu naczelnego. W latach 1972–1980 był adiunktem na Politechnice Krakowskiej, w latach 1980–1988 zajmował stanowisko dyrektora Wydziału Ochrony Środowiska, Gospodarki Wodnej i Geologii w Urzędzie Miasta Krakowa.
Od 1988 był kierownikiem wydziału ochrony środowiska w sekretariacie Rady Wzajemnej Pomocy Gospodarczej. W lutym 1989 został głównym inspektorem ochrony środowiska w randze podsekretarza stanu w Ministerstwie Ochrony Środowiska i Zasobów Naturalnych.
Od 12 września 1989 do 31 grudnia 1989 pełnił funkcję ministra ochrony środowiska i zasobów naturalnych, a następnie do 12 stycznia 1991 był ministrem ochrony środowiska, zasobów naturalnych i leśnictwa w rządzie Tadeusza Mazowieckiego. Następnie w latach 1991–1992 pełnił funkcję prezesa Narodowego Funduszu Ochrony Środowiska i Gospodarki Wodnej.
Został pochowany na cmentarzu Rakowickim (XVI/10/1).

## Odznaczenia
Odznaczony Krzyżem Kawalerskim Orderu Odrodzenia Polski.